# Adam Maida
Adam Joseph Maida (East Vandergrift, 18 de marzo de 1930) es sacerdote, arzobispo y cardenal estadounidense, que se desempeña como arzobispo emérito de Detroit y Superior de las Islas Caimán.
Fue el primero de los tres hijos nacidos de Adam Maida y Sophia Cieslak Maida.
El padre llegó a los Estados Unidos procedente de una zona rural cercana a Varsovia, Polonia. Su madre nació en los Estados Unidos.
Completó la escuela secundaria y se graduó en Orchard Lake, Michigan, en 1948. 
Después de graduarse ingresó en el Colegio de Santa María, Orchard Lake. 
En 1950, se trasladó a la universidad de San Vicente, Latrobe, Pennsylvania, donde se graduó en 1952 con una licenciatura en la filosofía. 
En 1956, se graduó con una licenciatura en teología sagrada en la Universidad de Santa María, de Baltimore, Maryland.
En 1960 recibió el título de licenciado en Derecho canónico por la Universidad Pontificia Lateranense de Roma. 
En 1964, obtuvo un doctorado en derecho civil en la Escuela de Derecho de la Universidad Duquesne, en Pittsburgh. 
Fue admitido para ejercer la abogacía ante el Colegio de Abogados del Estado de Pennsylvania y ante la Corte Suprema de los Estados Unidos.
El 26 de mayo de 1956, fue ordenado sacerdote en la catedral de san Pablo de Pittsburgh, por el fallecido obispo John Dearden (Cardenal Arzobispo de Detroit). 
Después de su ordenación, sirvió en la diócesis de Pittsburgh como párroco, vicecanciller y consejero general de la diócesis, en el tribunal diocesano, y como profesor ayudante de teología en La Roche College.
El 7 de noviembre de 1983 fue nombrado el noveno obispo de la diócesis de Green Bay, Wisconsin y el 25 de enero de 1984, fue ordenado e instalado como obispo.
En 1990, el Papa Juan Pablo II le nombró Arzobispo de Detroit y fue instalado el 12 de junio de 1990.
14 de julio de 2000 también fue nombrado Superior de la Misión sui iuris de las Islas Caimán.
Fue creado y proclamado Cardenal por Juan Pablo II en el consistorio del 26 de noviembre de 1994, con el título de los Santos Vital, Valeria, Gervasio y Protasio.
Ha servido como presidente de la Conferencia Nacional de Obispos Católicos (USCCB), y en varios de sus comités; miembro de la Junta de Síndicos de la Universidad Católica de América; miembro de la Junta de Síndicos de la Basílica del Santuario Nacional de la Inmaculada Concepción, Washington D. C.; miembro del Consejo de Administración del Centro de Investigación y Educación Médico-Moral Papa Juan XXIII, Braintree, Massachusetts; Presidente de la Junta de Síndicos de la Conferencia Católica de Michigan (MCC); miembro de la Fundación Cultural Juan Pablo II, Roma; moderador episcopal y presidente de la Fundación Cultural Juan Pablo II, Estados Unidos.
Es Arzobispo emérito de Detroit desde enero de 2009.

## Obras
- Maida, Adam J., ed. (1970). Tribunal Reporter - A Casebook and Commentary on the Grounds for Annulment in the Catholic Church, Vol. 1.
- Maida, Adam J., ed. (1982). Issues in the Labor-Management Dialogue: Church Perspectives. Catholic Health Association of the United States. ISBN 9780871250711.
- Maida, Adam J. (1975). Ownership, Control and Sponsorship of Catholic Institutions. Pennsylvania Catholic Conference.
- Maida, Adam J. (1983). Church Property, Church Finances and Church-Related Corporations, a Canon Law Handbook. Catholic Health Association of the United States. ISBN 9780871250902. (requiere registro).